# Fördraget i London (1864)
Fördraget i London (engelska: Treaty of London) undertecknades i London i England i Storbritannien den 29 mars 1864 av Grekland, Preussen, Ryssland och Storbritannien. Genom fördraget upphörde Storbritanniens beskydd av Joniska öarnas förenta stater, och Joniska öarnas förenta stater uppgick i Grekland.

### Fotnoter
1. ↑  ”United States of the Ionian Islands (British Protectorate) Passport 1856” (på engelska). Passport Collector. 13 december 2013. Arkiverad från originalet den 19 maj 2014. https://archive.is/20140519135933/http://www.passport-collector.com/2013/12/13/united-states-ionian-islands-passport-1856/. Läst 19 maj 2014.